# Adam Ludwik Czartoryski
Pour les autres membres de la famille, voir Famille Czartoryski.
Adam Ludwik Czartoryski, prince Czartoryski, est né le 5 novembre 1872, à l'hôtel Lambert, rue Saint-Louis no 2, 4e arrondissement de Paris, en France, et est décédé le 26 juin 1937 en Pologne.
Chef de la Maison Czartoryski et apparenté à différentes familles royales européennes, il est à la tête d’une immense fortune. Collectionneur d'œuvres d'art, il complète les collections du musée Czartoryski de Cracovie.

## Biographie
En 1894, le prince Adam Ludwik succède à son père à la tête de la famille Czartoryski et du majorat de Sieniawa. Trois ans plus tard, la fortune du prince est évaluée à 4,5 millions de couronnes autrichiennes, sans compter les collections qu’il possède déjà.
En 1899, Izabela Dzalynska lègue à ses neveux Adam et Witold le domaine de Gołuchów. Mais, à la mort de Witold en 1911, Adam hérite de l’intégralité de la fortune familiale. Immensément riche, le prince réalise diverses acquisitions d’œuvres d’art qui viennent peu à peu compléter les collections du musée Czartoryski.
En 1914 Adam intègre l’armée austro-hongroise tandis que son épouse, déjà investie dans la gestion des collections familiales, prend en charge la direction du musée. Afin de mettre en sécurité ses collections, elle transfère à Dresde les œuvres les plus précieuses. Malgré tout, certaines pièces du musées sont confisquées par les troupes russes lorsqu’elles pénètrent en Pologne autrichienne.
Après la Première Guerre mondiale, les autorités allemandes cherchent à conserver les œuvres d’art mises en sécurité sur leur territoire et Adam doit lutter pendant deux ans pour obtenir le rapatriement de ses collections à Varsovie. L’année suivante, en 1920, le prince obtient également le retour des objets confisqués par les Russes durant leur occupation de la Pologne.
En 1931, le prince récupère par ailleurs une grande quantité de livres et d’objets originaires de Pulawy confisqués par les Russes à sa famille après l’insurrection de novembre 1830.
En 1937, Adam meurt d’une infection pulmonaire et est enterré dans la crypte familiale des Czartoryski à Sieniawa.

## Famille
Le prince Adam Ludwik est le fils du prince Władysław Czartoryski (1828-1894) et de sa deuxième épouse, la princesse française Marguerite d’Orléans (1846-1893). Par son père, il est donc le petit-fils du chef polonais Adam Jerzy Czartoryski (1770-1861) tandis que, par sa mère, il est l’arrière-petit-fils du roi des Français Louis-Philippe Ier (1773-1850) et le petit-fils du duc de Nemours (1814-1896).
Adam Ludwik est par ailleurs le demi-frère du bienheureux Auguste Czartoryski, prêtre salésien (1858-1893).
Le 31 août 1901, le prince Adam Ludwik épouse, à Varsovie, la comtesse Maria Ludwika Krasińska (pl) (1883-1958), membre de la richissime famille Krasiński et fille de Madeleine Zawisza-Kierżgajło, princesse Radziwill en secondes noces.
De cette union naissent huit enfants :
- Malgorzata Izabella Czartoryska (1902-1929), épouse de Gabriel de Bourbon-Siciles (1897-1975) ;
- Izabella Czartoryska (1904-1904) ;
- Elżbieta Bianka Czartoryska (1905-1989), épouse de Stefan Adam Zamoyski (pl) (1904-1976) ;
- Augustyn Józef Czartoryski (1907-1946), époux de María de los Dolores de Borbón y Orleans (1909-1996) ;
- Anna Maria Czartoryski (1914-1987), épouse de Władysław Alojzy Maciej Radziwiłł ;
- Władysław Piotr Czartoryski (1918-1978), époux d'Élizabeth York ;
- Teresa Maria Czartoryska (1923-1967), épouse de Jan Kowalski ;
- Ludwik Adam Czartoryski (1927-1944), (mort lors de l’insurrection de Varsovie).